# DejaView
DejaView é um canal de televisão do Canadá.
Transmite séries de televisão das décadas de 1960, 1970, e 1980.
Foi lançado em setembro de 2001.